# Ingrid Swiggers
Ingrid Swiggers (* 1. Januar 1963 in Berchem) ist eine belgische Badmintonspielerin. 

## Karriere
Ingrid Swiggers war in den 1980er Jahren eine der dominierenden Badmintonspielerinnen in Belgien. Über einen Zeitraum von vierzehn Jahren gewann sie neun Titel im Dameneinzel, zwölf Titel im Damendoppel und sechs Titel im Mixed. 

## Sportliche Erfolge
| Saison    | Veranstaltung                  | Disziplin   | Platz | Name                                     |
| --------- | ------------------------------ | ----------- | ----- | ---------------------------------------- |
| 1979/1980 | Belgien: Einzelmeisterschaften | Mixed       | 1     | Patrick de Ruisseau / Ingrid Swiggers    |
| 1979/1980 | Belgien: Einzelmeisterschaften | Damendoppel | 1     | Ingrid Swiggers / Ingrid Rijcken         |
| 1980/1981 | Belgien: Einzelmeisterschaften | Damendoppel | 1     | Ingrid Swiggers / Ingrid Rijcken         |
| 1980/1981 | Belgien: Einzelmeisterschaften | Dameneinzel | 1     | Ingrid Swiggers                          |
| 1981/1982 | Belgien: Einzelmeisterschaften | Damendoppel | 1     | Ingrid Swiggers / Ingrid Rijcken         |
| 1981/1982 | Belgien: Einzelmeisterschaften | Dameneinzel | 1     | Ingrid Swiggers                          |
| 1981/1982 | Belgien: Einzelmeisterschaften | Mixed       | 1     | Patrick de Ruisseau / Ingrid Swiggers    |
| 1982/1983 | Belgien: Einzelmeisterschaften | Damendoppel | 1     | Ingrid Swiggers / Marie-Christine Donnay |
| 1982/1983 | Belgien: Einzelmeisterschaften | Dameneinzel | 1     | Ingrid Swiggers                          |
| 1983/1984 | Belgien: Einzelmeisterschaften | Damendoppel | 1     | Ingrid Swiggers / Greet van Haverbeke    |
| 1983/1984 | Belgien: Einzelmeisterschaften | Dameneinzel | 1     | Ingrid Swiggers                          |
| 1983/1984 | Belgien: Einzelmeisterschaften | Mixed       | 1     | Patrick de Ruisseau / Ingrid Swiggers    |
| 1984/1985 | Belgien: Einzelmeisterschaften | Dameneinzel | 1     | Ingrid Swiggers                          |
| 1984/1985 | Belgien: Einzelmeisterschaften | Damendoppel | 1     | Ingrid Swiggers / Linda Drossaert        |
| 1985/1986 | Belgien: Einzelmeisterschaften | Dameneinzel | 1     | Ingrid Swiggers                          |
| 1985/1986 | Belgien: Einzelmeisterschaften | Damendoppel | 1     | Ingrid Swiggers / Greet van Haverbeke    |
| 1986/1987 | Belgien: Einzelmeisterschaften | Damendoppel | 1     | Ingrid Swiggers / Greet van Haverbeke    |
| 1986/1987 | Belgien: Einzelmeisterschaften | Dameneinzel | 1     | Ingrid Swiggers                          |
| 1987/1988 | Belgien: Einzelmeisterschaften | Damendoppel | 1     | Ingrid Swiggers / Greet van Haverbeke    |
| 1987/1988 | Belgien: Einzelmeisterschaften | Dameneinzel | 1     | Ingrid Swiggers                          |
| 1987/1988 | Belgien: Einzelmeisterschaften | Mixed       | 1     | Filip Vigneron / Ingrid Swiggers         |
| 1988/1989 | Belgien: Einzelmeisterschaften | Damendoppel | 1     | Ingrid Swiggers / Greet van Haverbeke    |
| 1988/1989 | Belgien: Einzelmeisterschaften | Dameneinzel | 1     | Ingrid Swiggers                          |
| 1988/1989 | Belgien: Einzelmeisterschaften | Mixed       | 1     | Filip Vigneron / Ingrid Swiggers         |
| 1990/1991 | Belgien: Einzelmeisterschaften | Damendoppel | 1     | Ingrid Swiggers / Sabine Langenaekens    |
| 1990/1991 | Belgien: Einzelmeisterschaften | Mixed       | 1     | Filip Vigneron / Ingrid Swiggers         |
| 1992/1993 | Belgien: Einzelmeisterschaften | Damendoppel | 1     | Ingrid Swiggers / Peggy Mampaey          |

## Referenzen
- http://www.badmintoneurope.com/file_download.aspx?id=4451

| Personendaten    | Personendaten                |
| ---------------- | ---------------------------- |
| NAME             | Swiggers, Ingrid             |
| KURZBESCHREIBUNG | belgische Badmintonspielerin |
| GEBURTSDATUM     | 1. Januar 1963               |
| GEBURTSORT       | Berchem                      |